# Äventyrsdags

Muralmålning föreställande karaktärer från Äventyrsdags, bland andra hunden Jake och pingvinen Gunther.

Äventyrsdags (originaltitel: Adventure Time, ursprungligen Adventure Time with Finn and Jake) är en amerikansk animerad TV-serie från 2010–2018. Det skapades av Pendleton Ward, produceras av Frederator Studios och animeras för Cartoon Network. Serien handlar om pojken Finn och hunden Jakes äventyr i landet Ooo. Den är baserad på en kortfilm producerad för Frederators Nickelodeon-serie Random! Cartoons. Efter att kortfilmen blivit en succé på Internet, började en TV-serie produceras för Cartoon Network; den förhandsvisades den 11 mars 2010, och fick sin officiella premiär den 5 april samma år. Äventyrsdags har blivit en succé både bland kritiker och kommersiellt.
En spin-off/miniserie vid namn Äventyrsdags: I fjärran land släpptes på streamingtjänsten HBO Max år 2020 med fyra 45-minuterslånga avsnitt som släpptes vid olika tillfällen under 2020 och 2021.

## Rollfigurer i urval
- Människan Finn ("Finn the Human", i pilotavsnittet känd som "Pen") är en pojke som är en av seriens två huvudpersoner, och som går på äventyr med sin adoptivbror Jake. I början av serien är han 12 år gammal, men fyller 13 i avsnittet "Mystery Train", och har fortsatt att åldras sedan dess. I och med säsong 6 är han 16 år gammal.

- Hunden Jake ("Jake the Dog") är den andre av seriens två huvudpersoner, med magiska krafter som tillåter honom att ändra form. Han fungerar som en rådgivare och mentor för Finn.

## Rollista (urval)
| Skådespelare (engelska)      | Skådespelare (svenska) | Rollfigur            |
| ---------------------------- | ---------------------- | -------------------- |
| Jeremy Shada                 | Daniel Melén           | Människan Finn       |
| John DiMaggio                | Urban Wrethagen        | Hunden Jake          |
| Hynden Walch                 | Norea Sjöquist         | Prinsessan Bubbelgum |
| Niki Yang, Dee Bradley Baker |                        | Fröken Regnhörning   |
| Tom Kenny                    | Ole Ornered            | Iskungen             |
| Olivia Olson                 | Elina Raeder           | Marceline            |
| Niki Yang                    |                        | Beemo                |
| Pendleton Ward               |                        | Klumprymdprinsessan  |
| Jessica DiCicco              | Norea Sjöquist         | Eldprinsessan        |

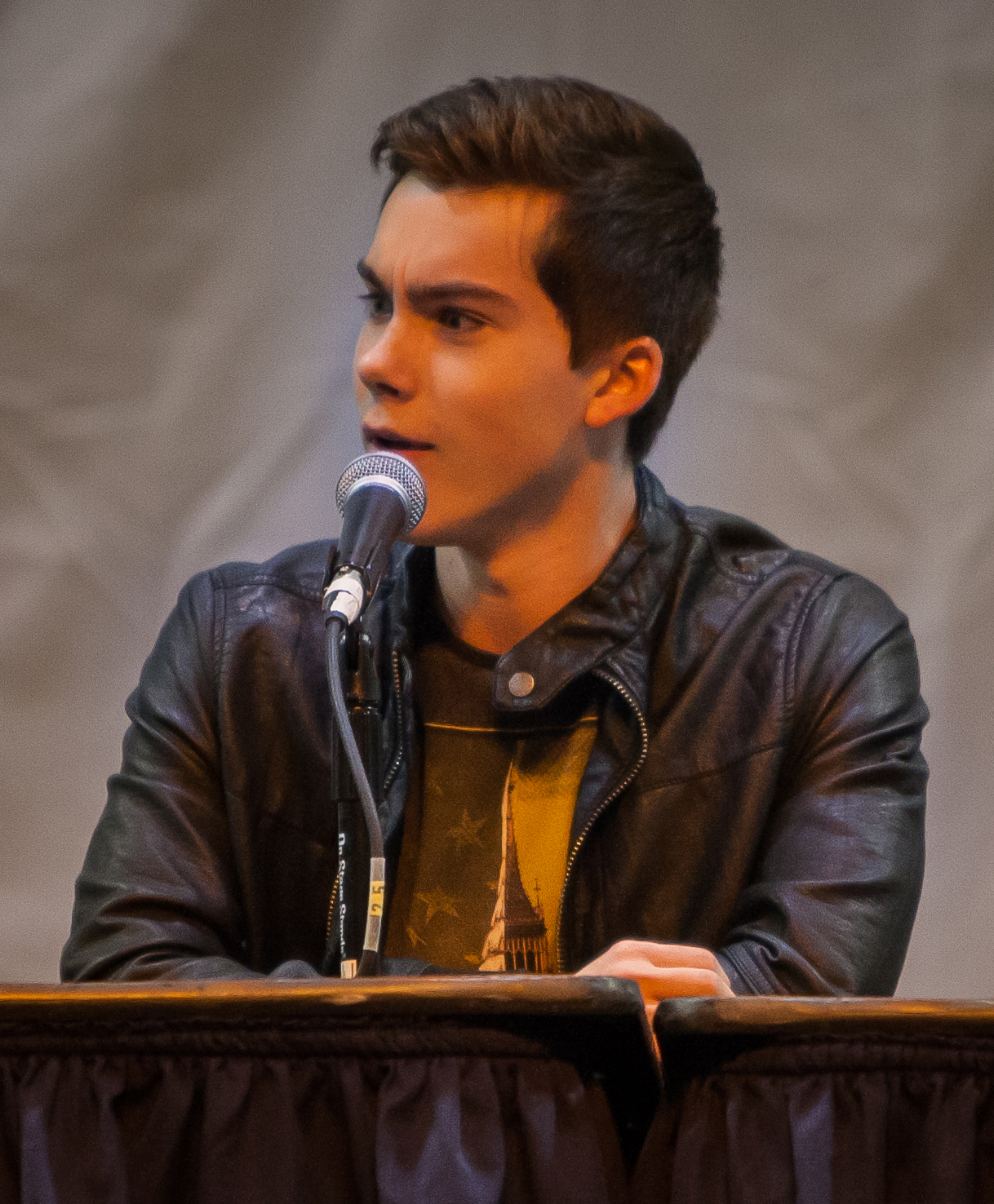
Jeremy Shada (Finn)
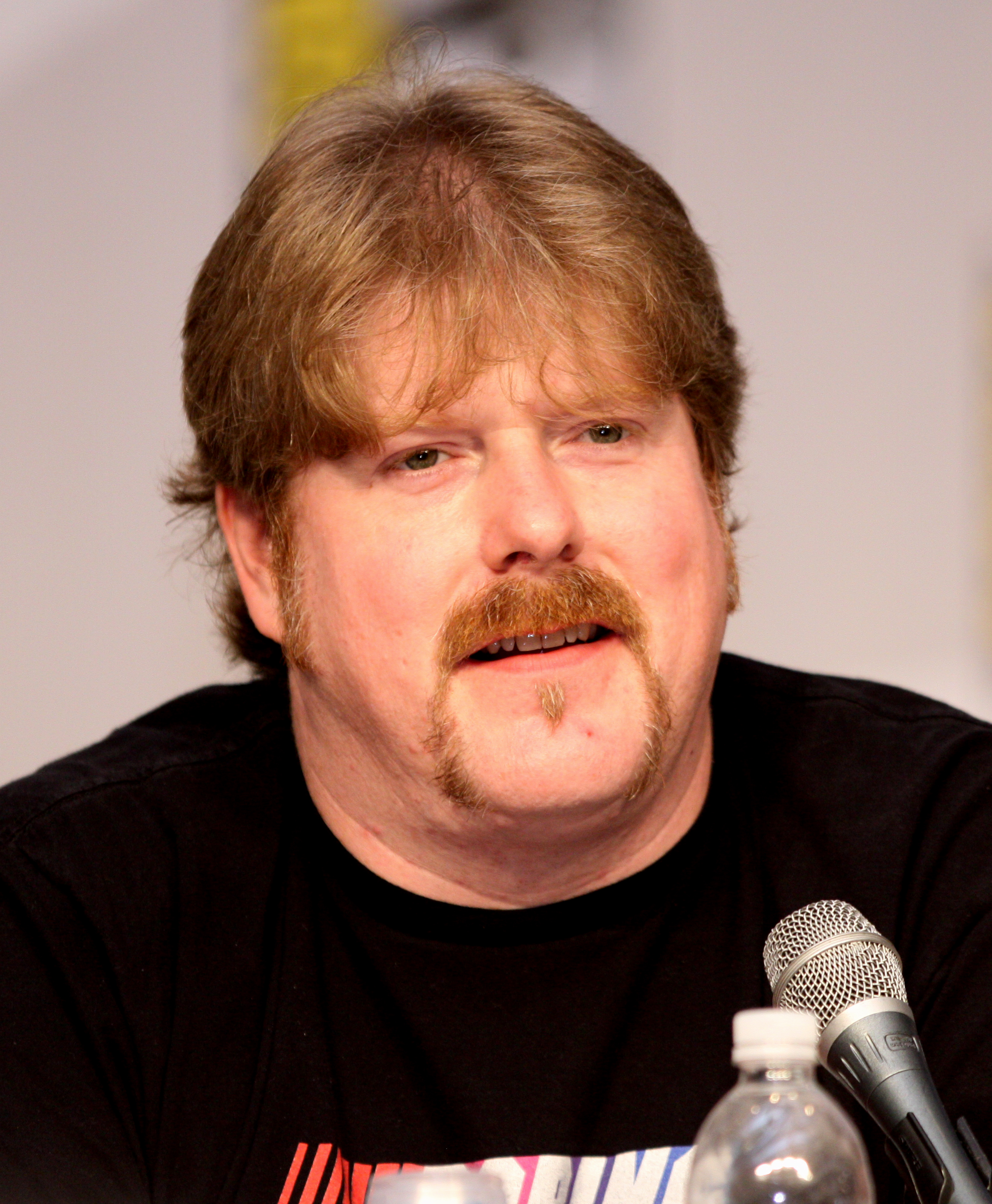
John DiMaggio (Jake)
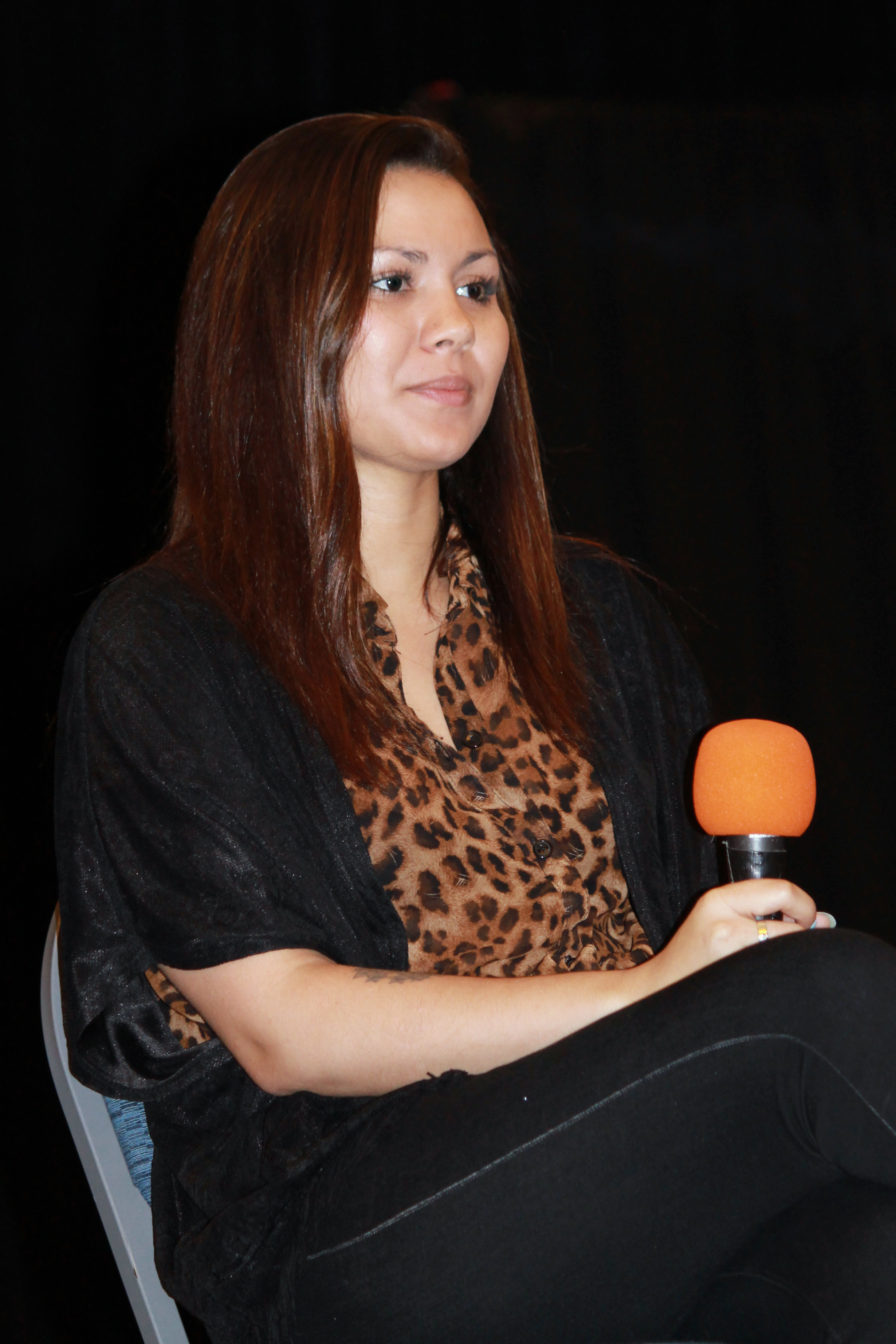
Olivia Olson (Marceline)
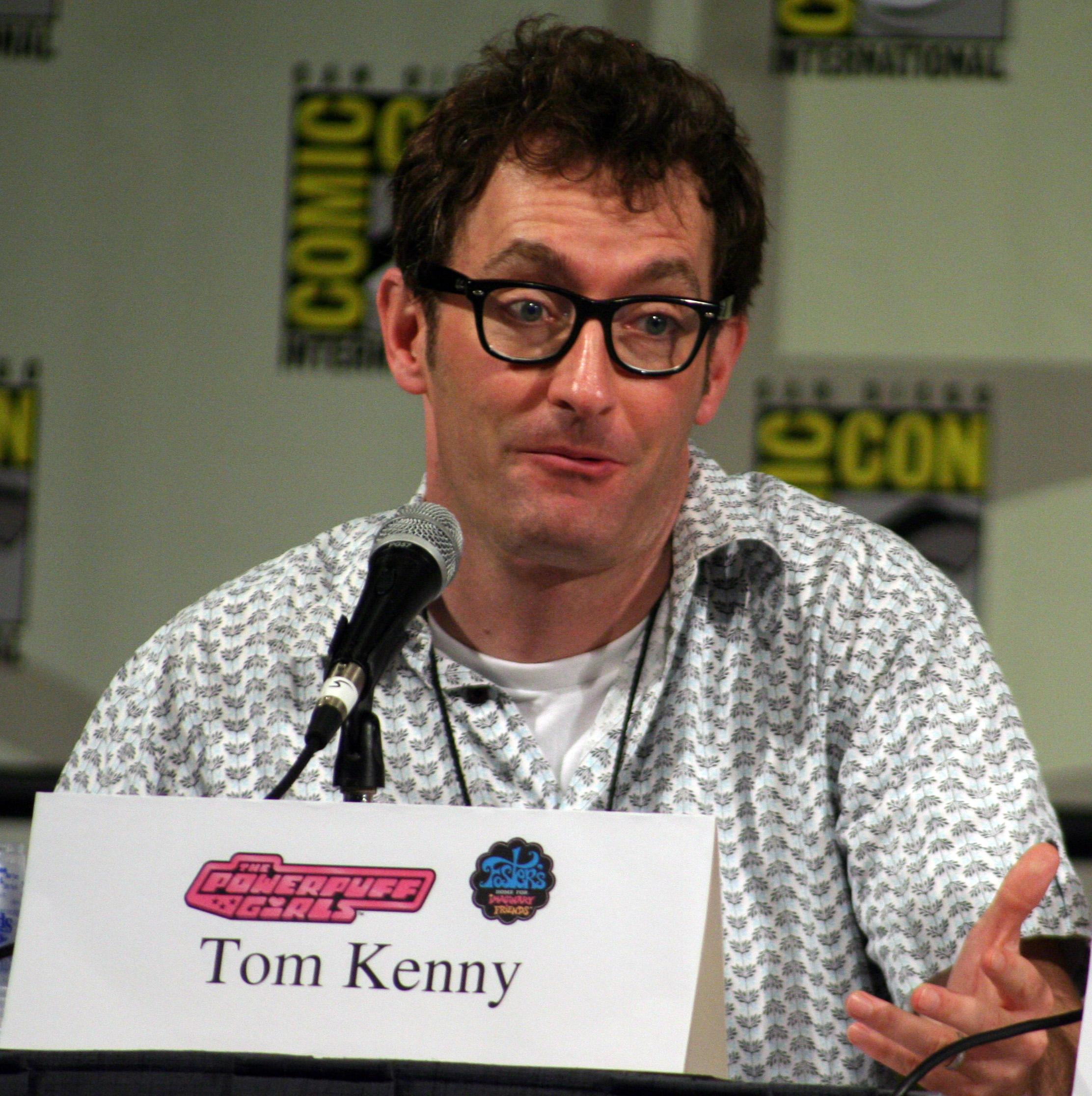
Tom Kenny (Iskungen)